# فوراری
فوراری (به لاتین: Forari) یک منطقهٔ مسکونی در وانواتو است که در جزیره آتشفشان آفات واقع شده‌است.